# Автомобильные дороги Сальвадора

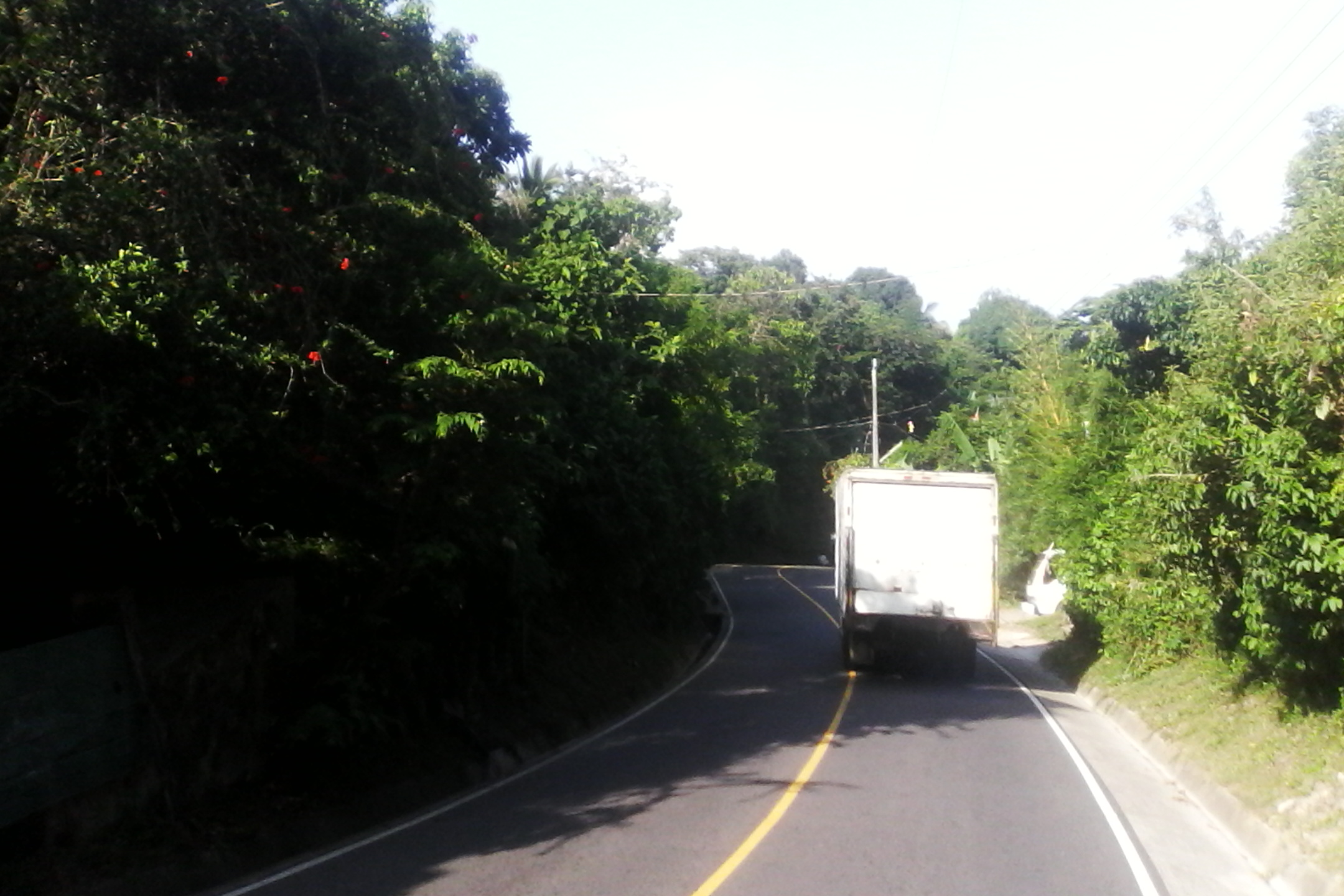
асфальтированная дорога (1 августа 2014)

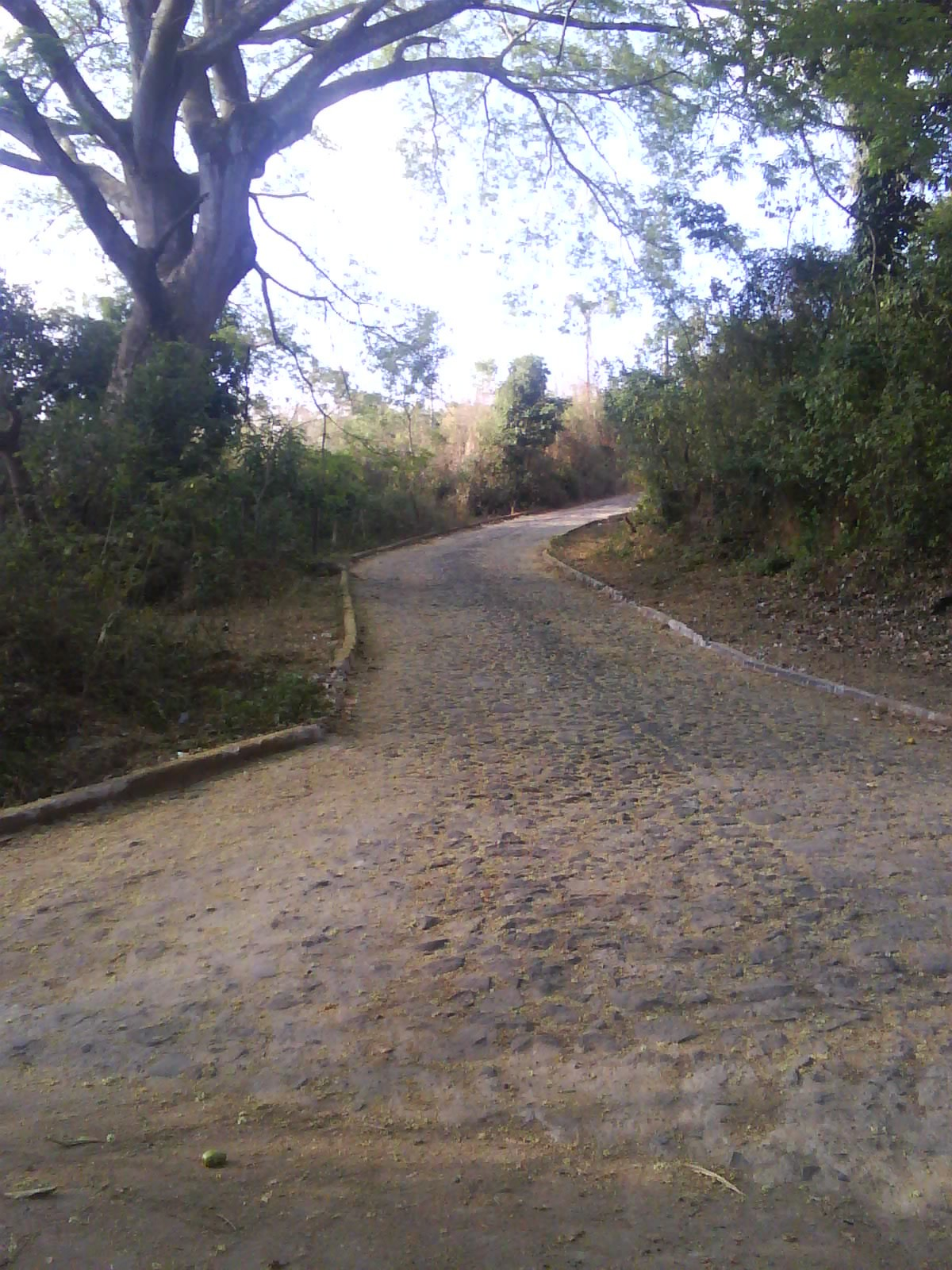
мощёная камнем дорога местного значения (март 2011)

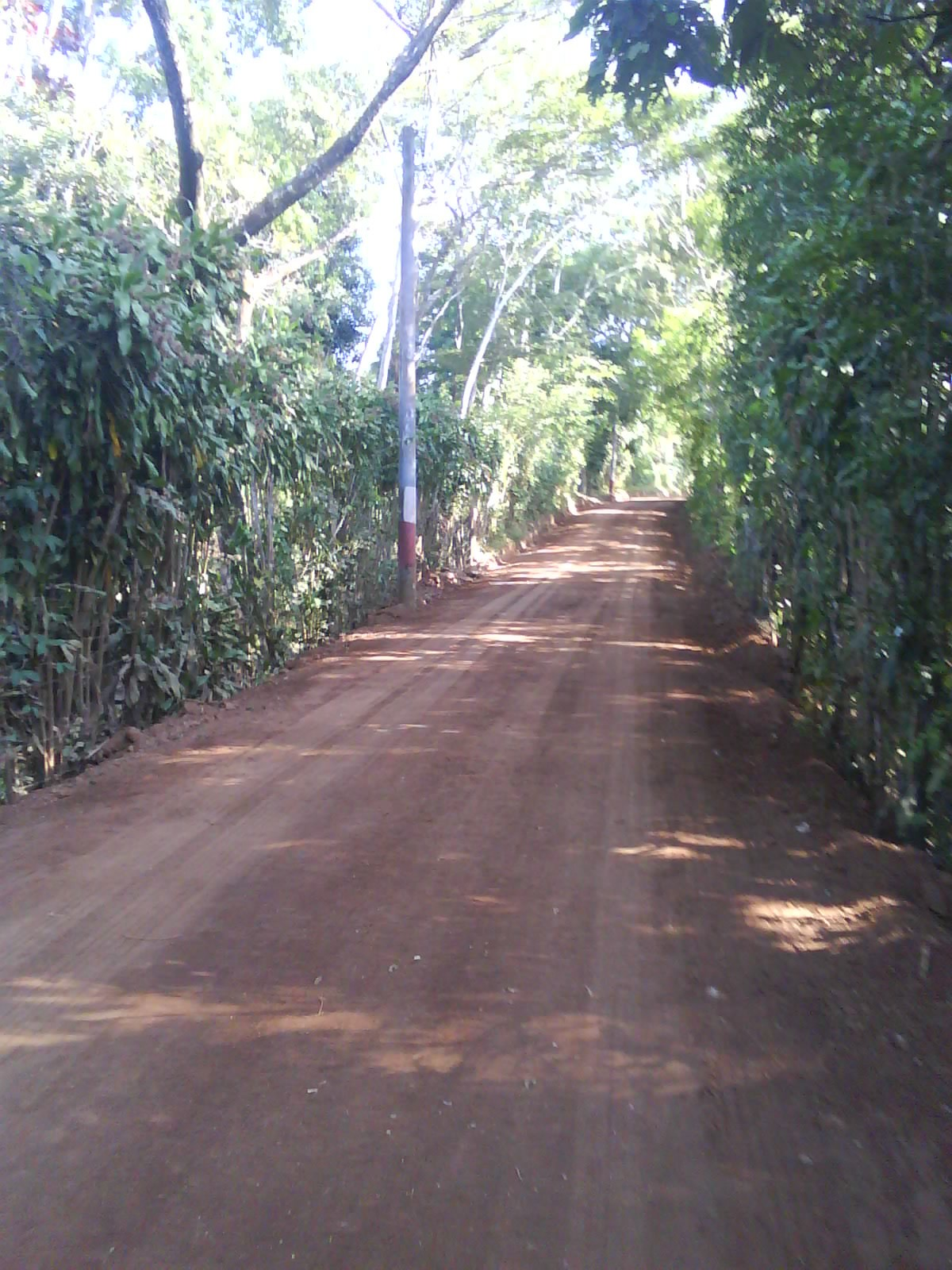
грунтовая дорога (9 ноября 2010)

Автомоби́льные доро́ги Сальвадора — сеть дорог на территории республики Сальвадор, объединяющая между собой населённые пункты и отдельные объекты, предназначенная для движения транспортных средств, перевозки пассажиров и грузов.

## История
Первые грунтовые дороги между поселениями появились на территории Сальвадора ещё в колониальный период.
В феврале 1872 года на конференции в городе Ла-Уньон гватемальский представитель Х. Руфино Барриос предложил построить шоссейную дорогу, соединяющую столицы центральноамериканских стран, на конференции в Гватемале в 1876 году вопрос о шоссе обсудили ещё раз, но дальнейшего развития этот проект не получил.
В 1923 году на конференции американских государств было предложено построить дорогу, соединяющую все страны Северной и Южной Америки, в октябре 1925 года была проведена первая конференция по вопросу строительства Панамериканского шоссе. Начавшийся в 1929 году экономический кризис осложнил экономическое положение государств и работы над проектами строительства шоссе были отложены, но в середине 1930х годов их возобновили.
В 1926 году от порта Ла-Либертад к столице было построено асфальтированное шоссе длиной 55 км.
После начала в сентябре 1939 года второй мировой войны работы по строительству Панамериканского шоссе на территории центральноамериканских республик форсировали.
В начале 1950х годов дороги страны были в основном грунтовые. Общая протяжённость дорог с искусственным твёрдым покрытием составляла 565 км (участок проходившего через территорию страны Панамериканского шоссе длиной 280 км и несколько небольших ответвлений от него, а также асфальтированное шоссе Ла-Либертад - Сан-Сальвадор длиной 55 км).
В 1960 году дороги страны по-прежнему были в основном грунтовые, протяжённость дорог с твёрдым покрытием составляла 3,3 тыс. км (из них 314 км - отрезок проходившего через территорию страны Панамериканского шоссе).
В 1971 году общая протяжённость автомобильных дорог составляла 10,7 тыс. км (из них 1,2 тыс. км составляли дороги с твёрдым покрытием и 4,9 тыс. км - грунтовые дороги без покрытия), при этом 4,6 тыс. км дорог могли использоваться только в сухой сезон.
В 1979 году общая протяжённость автомобильных дорог составляла 10,7 тыс. км (из них свыше 5 тыс. км составляли дороги с твёрдым покрытием).
В ходе гражданской войны, 15 октября 1981 года партизаны ФНОФМ взорвали мост "Puente del Oro" через реку Лемпа, но в дальнейшем он был восстановлен.
В марте 1982 года силы ФНОФМ предприняли наступление в департаменте Усулутан. Так как перед началом выборов в конституционную ассамблею основные силы правительственных войск были стянуты в города, за несколько часов до начала выборов партизаны провели серию нападений на армейские посты и патрули, а также взорвали мост в департаменте Усулутан.
14 октября 1983 года силы ФНОФМ перекрыли Панамериканское шоссе, взорвали мост Сан-Буэнавентура в 100 км от столицы и заняли посёлок Вилья-де-Тенансинто.
1 января 1984 года крупные силы ФНОФМ обстреляли из 81-мм миномёта и атаковали армейское подразделение, охранявшее мост "Кускатлан" на Панамериканском шоссе, а затем взорвали этот мост зарядом взрывчатки. В результате, снабжение правительственных войск в восточных департаментах страны стало возможным только по двум мостам, что заставило правительство временно прекратить наступательные действия в восточных районах и срочно выделить дополнительные силы на охрану двух оставшихся мостов.
21 января 1985 года партизаны ФНОФМ взорвали мост через реку Торола в департаменте Морасан, что осложнило снабжение крупной группировки правительственных сил в этом департаменте.
В 1988 году общая протяжённость автомобильных дорог составляла 10,8 тыс. км (из них 5,4 тыс. км составляли дороги с твёрдым покрытием).
В 1992 году общая протяжённость автомобильных дорог составляла 11 тыс. км (из них половину составляли дороги с твёрдым покрытием).
Осенью 1998 года ураган "Митч" разрушил свыше 300 км основных и 2664 км второстепенных дорог, а также разрушил и повредил около 20 мостов (в том числе, смыл два автомобильных моста через реку Лемпа). В целом было выведено из строя 30% дорожной сети страны, особенно сильно пострадали восточные департаменты. В дальнейшем, началось восстановление дорог, и к началу ноября 2002 года в стране насчитывалось 5600 км дорог с твёрдым покрытием (1500 км асфальтированных и 4100 км с покрытием из гравия), а также 4400 км грунтовых дорог.
В 2003 году общая протяжённость автомобильных дорог составляла 12 тыс. км (из них 6 тыс. км составляли дороги с твёрдым покрытием).
В 2010 году общая протяжённость автомобильных дорог составляла 6918 км (из них 3247 км составляли дороги с твёрдым покрытием), наибольшая плотность которых была в центральных и юго-западных районах страны. Наиболее важное значение имел участок Панамериканского шоссе (граница с Гватемалой – Санта-Ана – Сан-Сальвадор – Сан-Мигель – Ла-Уньон – граница с Гондурасом).